# يو أس أس ليك إيري (سي جي-70)
يو أس أس ليك إيري ، طراد صواريخ موجهة من فئة تيكونديروجا تابعة لبحرية الولايات المتحدة، تم تكليفها عام 1993. سميت على تيمنا بالانتصار الحاسم للبحرية الأمريكية في معركة ليك إيري خلال حرب 1812. أول سفينة تابعة للبحرية الأمريكية يتم تكليفها في هاواي.

## التاريخ
تم بناء ليك إيري بواسطة باث آيرون ووركس في باث، ولاية ماين الأمريكية. وضعت في الحوض الجاف في 6 مارس1990 وتم إطلاقها في 13 يوليو 1991. وبعد الانتهاء من تجاربها البحرية، إنتقلت إلى أسطول المحيط الهادئ وتم تكليفها في 24 يوليو 1993 كطراد صواريخ موجهة وهو الرابع والعشرين في فئة تيكونديروجا في ميناءها في بيرل هاربور، وتعتبر من الفئة الرابعة في فئة تيكونديروجا، مزودة بأجهزة كمبيوتر وبرامج كمبيوتر فائقة التطوير تم تطويرها في الأصل من أجل مدمرات الصواريخ الموجهة من فئة إيرلي بيرك.
1. ↑  وصلة مرجع: https://www.public.navy.mil/surfor/cg70/Pages/bio1-23September2015-25May2016.aspx.